# Sigismund van Oostenrijk
Sigismund van Oostenrijk (Innsbruck, 26 oktober 1427 — aldaar, 4 maart 1496) was een zoon van Frederik IV van Oostenrijk en Anna van Brunswijk-Lüneburg. Hij volgde zijn vader in 1439 op in Tirol en Voor-Oostenrijk, tot 1446 onder regentschap. Tijdens een groot deel van zijn regering lag Sigismund in strijd met de bisschop van Brixen, die hij in 1460 gevangen nam, waarvoor hij door paus Pius II geëxcommuniceerd werd.
Met het Verdrag van Sint-Omaars (1469) verkocht Sigismund, Opper-Elzas en het graafschap Ferrette (een erfenis via zijn grootmoeder) aan Karel de Stoute, met een clausule tot terugkoop. Dit laatste was de aanleiding voor de Bourgondische Oorlogen.
In 1477 werd hij door Frederik III verheven tot aartshertog. Samen met paus Sixtus IV probeerde hij tevergeefs te voorkomen dat veertien joodse inwoners van Trente in 1485 werden opgehangen op beschuldiging van moord op de kleine Simon van Trente.
Sigismund voerde tijdens zijn bestuur een hervorming van het geldwezen door. In 1487 werd Jakob Fugger de Rijke zijn bankier en geldverschaffer.
In 1490 werd hij gedwongen om het graafschap Tirol en Voor-Oostenrijk af te staan aan de latere keizer Maximiliaan I
Sigismund was eerst gehuwd met Eleonora, dochter van Jacobus I van Schotland en daarna met Catharina, dochter van Albrecht van Saksen, maar had geen nakomelingen.

## Voorouders
| Voorouders van Sigismund van Oostenrijk | Voorouders van Sigismund van Oostenrijk                                          | Voorouders van Sigismund van Oostenrijk                                          | Voorouders van Sigismund van Oostenrijk                                          | Voorouders van Sigismund van Oostenrijk                                          | Voorouders van Sigismund van Oostenrijk                                          | Voorouders van Sigismund van Oostenrijk                                          | Voorouders van Sigismund van Oostenrijk                                          | Voorouders van Sigismund van Oostenrijk                                          |
| --------------------------------------- | -------------------------------------------------------------------------------- | -------------------------------------------------------------------------------- | -------------------------------------------------------------------------------- | -------------------------------------------------------------------------------- | -------------------------------------------------------------------------------- | -------------------------------------------------------------------------------- | -------------------------------------------------------------------------------- | -------------------------------------------------------------------------------- |
| Overgrootouders                         | Albrecht II van Oostenrijk (1298-1358) ∞ Johanna van Pfirt (1300-1351)           | Albrecht II van Oostenrijk (1298-1358) ∞ Johanna van Pfirt (1300-1351)           | Bernabò Visconti (1319-1385) ∞ Beatrice della Scala (-1384)                      | Bernabò Visconti (1319-1385) ∞ Beatrice della Scala (-1384)                      | Magnus II van Brunswijk (1328-1373) ∞ Catharina van Anhalt-Bernburg (1330-1390)  | Magnus II van Brunswijk (1328-1373) ∞ Catharina van Anhalt-Bernburg (1330-1390)  | Wenceslaus van Saksen (1337-1388) ∞ Cecilia van Carrara (-1435)                  | Wenceslaus van Saksen (1337-1388) ∞ Cecilia van Carrara (-1435)                  |
| Grootouders                             | Leopold III van Oostenrijk (1351-1386) ∞ Viridis Visconti (1352-1414)            | Leopold III van Oostenrijk (1351-1386) ∞ Viridis Visconti (1352-1414)            | Leopold III van Oostenrijk (1351-1386) ∞ Viridis Visconti (1352-1414)            | Leopold III van Oostenrijk (1351-1386) ∞ Viridis Visconti (1352-1414)            | Frederik I van Brunswijk-Wolfenbüttel (1357-1400) ∞ Anna van Saksen (1390-1432)  | Frederik I van Brunswijk-Wolfenbüttel (1357-1400) ∞ Anna van Saksen (1390-1432)  | Frederik I van Brunswijk-Wolfenbüttel (1357-1400) ∞ Anna van Saksen (1390-1432)  | Frederik I van Brunswijk-Wolfenbüttel (1357-1400) ∞ Anna van Saksen (1390-1432)  |
| Ouders                                  | Frederik IV van Oostenrijk (1382-1439) ∞ Anna van Brunswijk-Lüneburg (1390-1432) | Frederik IV van Oostenrijk (1382-1439) ∞ Anna van Brunswijk-Lüneburg (1390-1432) | Frederik IV van Oostenrijk (1382-1439) ∞ Anna van Brunswijk-Lüneburg (1390-1432) | Frederik IV van Oostenrijk (1382-1439) ∞ Anna van Brunswijk-Lüneburg (1390-1432) | Frederik IV van Oostenrijk (1382-1439) ∞ Anna van Brunswijk-Lüneburg (1390-1432) | Frederik IV van Oostenrijk (1382-1439) ∞ Anna van Brunswijk-Lüneburg (1390-1432) | Frederik IV van Oostenrijk (1382-1439) ∞ Anna van Brunswijk-Lüneburg (1390-1432) | Frederik IV van Oostenrijk (1382-1439) ∞ Anna van Brunswijk-Lüneburg (1390-1432) |
| Sigismund van Oostenrijk (1427-1496)    |                                                                                  |                                                                                  |                                                                                  |                                                                                  |                                                                                  |                                                                                  |                                                                                  |                                                                                  |